# Karl Maendler
Karl Maendler (* 22. März 1872 in München; † 2. August 1958 ebenda) war ein deutscher Instrumentenbauer.

## Biographie
Von Beruf Kaufmann, schloss Maendler 1897 die Ausbildung zum Klavierbauer ab und heiratete die Tochter des Münchner Klavierfabrikanten M.J. Schramm. 1907 baute er für die Pianistin Elfriede Schunck sein erstes Cembalo und befasste sich seit 1912 mit der Entwicklung eines Bach-Klaviers (1923), das eine Reihe von patentierten Vorrichtungen zur Klangmodulation besaß. Maendler erfand 1924 eine Liedharfe und baute 1925 Trog-Xylophone für Carl Orff. Bis zur kriegsbedingten Schließung der Firma Maendler-Schramm 1944 wurden Cembali, Spinette, Klavichorde und Hammerflügel hergestellt. 1951 kehrte Maendler nach München zurück, begann mit dem Wiederaufbau des Unternehmens, musste jedoch 1956 nach dem Verlust seines Augenlichts die Firmenleitung abgeben.

## Weblink
- Pianomuseum Haus Eller